# Kane Korso
Kane Korso je tipičan predstavnik molosa, poreklom sa juga Italije i Sicilije.
On je srednje veliki i mišićavi pas. Trup ima 11% duži nego leđna visina. Leđa su ravna, široka i veoma mišićava. Ima razvijeni grudni deo. Rep je postavljen prilično visoko. U državama gde je to dozvoljeno, kupira se ali ne prekratko (četvrti pršljen).
Pri mirovanju rep nosi nisko, u hodu je u ravni leđa ili malo iznad. Kane Korso ima mačije šape. Vrat je jak sa vrlo malo "opuštene kože", skoro uopšte je nema (u odnosu na Napuljskog mastifa koji mu je najbliži rođak).
Glava je široka, brazda (udubljenje) među očima je izražena. Njuška je široka i ravna. Kane Korso ima izrazito bistri pogled, kojim sve oko sebe posmatra i prati. Uši su proporcionalno velike u odnosu na glavu, imaju trouglasti oblik i prebačene su unapred. Mužjaci dostižu visinu 64-68 cm, ženke 60-64 cm. Težina: mužjaci 45-50 kg ženke 40-45 kg.
Dlaka je kratka upadljivo sjajna i gusta, raznih boja (crna, bež, siva, riđa, tigraste varijante itd.), mali, beli znaci mogu biti na grudima, oko nosa i na šapama. Oči su tamne.
Kane Korso je hrabri, staloženi, inteligentni, aktivni i verni pas. Jako je vezan za svog gazdu. 
Uči brzo i lako. Jos odmalena se preporučuje upoznavanje psa sa raznim situacijama, psima i ljudima. Što više ljudi i pasa upozna u najranijem dobu, to će kasnije biti druželjubiviji. Skoro nikad se pri šetnji suviše ne udaljava od vlasnika.
Kane Korso, prema zvaničnoj klasifikaciji Internacionalne Kinološke Federacije pripada drugoj grupi, a tu spadaju psi za odbranu i korisni psi. Što se tiče njegovog karaktera, standard ga definiše kao: inteligentnog, energičnog i uravnoteženog, neuporedivog psa čuvara i psa za odbranu.

## Istorijat i poreklo
Pas Kane Korso je direktni potomak rimskih molosa (“Canis Pugnas”). Ranije je gajen u celoj Italiji, a poslednjih godina samo  još u oblasti Apulja i u ograničenim područjima u južnoj Italiji. Ime mu potiče od latinske reči "Cohors" što znači "čuvar, branilac kuće i imanja". Koristili su ga i za čuvanje imovine, stoke i naravno ljudi.

### Obnova rase
Zbog klimatskih promena i loših uslova, rasa Kane Korso počela je polako da nestaje. Međutim, 1976. godine entuzijasta, ljubitelj pasa, doktor Breber javnost i zvanične krugove ljubitelja pasa upoznaje sa rasom Kane Korso u članku časopisa ENCI. Tada mu se pridružuje jedna grupa entuzijazista sa kojom oktobra meseca formira S.A.C.C. (Societe Amato Cane Corso). 1986.godine dr Breber napušta S.A.C.C. ali njegov doprinos rekonstrukciji rase je bio veliki. Naime, on je čovek koji je uspeo da zainteresuje javnost ovom rasom i koji je obezbedio prvo leglo:Basir-a, koji je poslužio kao model za standard rase, inače sin Dauna i Tapsi.
Međutim, nakon odlaska dr Brebera, njegovi sledbenici su se skoncentrisali oko odgajivačnica u Mantovi koje je vodio Giacarlo Malavasi, a organizacijom S.A.C.C. su vodili Cefano Gandolfi, Gianantonio Sereni i Ferdinando Gasolin. Pod ovim rukovodstvom organizacija je uspela da postigne dobre rezultate, ali se kvalitet legla Basira dobijenog 1980. godine nije ponovio. Današnji primerci nisu ni približni željenom modelu, tj. postoji mnogo varijacija i odstupanja.

## Zdravlje
Kane Korso je još uvek veoma malo rasprostranjen pas da bi mogle da se naprave zaista verodostojne statistike vezane za specifične probleme ove rase. U svakom slučaju, ovo je robustan pas, koji, po pravilu, ne zahteva velike veterinarske troškove od vlasnika. Klub za zaštitu ovih pasa zahteva od uzgajivača da budu posebno pažljivi po pitanju displazije, iako kontrole nisu obavezne. Veoma je zdrav pas

## Rasprostranjenost
Sa 2.528 upisanih u LOI 1998. godine, Kane Korso je dostigao veoma zavidnu rasprostranjenost u Italiji, koja ima sve izglede da se još više poveća. To je zaista iznenađujući rezultat za jednu rasu koja je zvanično priznata od F.C.I.-a tek 1997. godine. Ova rasa, u vremenu iznenadne popularnosti svih molosoida, postiže zavidan uspeh čak i u inostranstvu.

## Vaspitanje i ponašanje
Rasi Kane Korso ne nedostaje temperament. Iako po prirodi nije agresivan, treba se dobro pobrinuti za njegovo vaspitanje. Bolje je utvrditi hijerarhiju još dok je štene, i da uvek ima na umu da je vođa čopora vlasnik, a ne on. Mužjak dostiže kompletnu zrelost tek po navršetku dve godine. Ženka je obično popustljivija i lakše je njome upravljati zbog njene manje veličine. Kane Korso je odličan branilac porodice i kuće. S ove tačke gledišta zaslužuje kompletno poverenje. Odbrana vlasnika i njegovih dobara zapisana je u njihovom genetskom nasleđu.

### Temperament
Kane Korso je pas stabilnog temperamenta koji požrtvovano voli svoju porodicu. Aktivan i dobroćudan sa jedne strane, a nezamenljiv kao pas čuvar sa druge strane, privržen vlasniku. Odlično se slaze sa decom. Prema njima je nežan i čini se svestan njihove nevinosti i bespomoćnosti.
Veoma je inteligentan i lako se dresira. Nikada neće odlutati od kuće, uvek je u blizini vlasnika. Nikada ne traži kvagu i ne započinje je ali i ne preza od drugih pasa. Zahteva vlasnika čvrste ruke. Posto zna da bude agresivan prema strancima i drugim psima, treba ga pažljivo socijalizovati još od šteneta. Dresirani Каne Коrso je pokoran i odgovoran pratilac. Sumnjičav, ali u prisustvu vlasnika tolerantan prema strancima. Divan je prema članovima porodice. Veoma je druželjubiv i potrebno mu je društvo čoveka. Kane Korso može biti odličan pas čuvar u stanu ili kući, ali treba imati na umu da mu je potrebno dosta kretanja i vežbe. Duge šetnje i trčanja su mu svakodnevna potreba.

## Spoljašnje veze
- Cane Corso на веб-сајту  (језик: енглески)